# 516 î.Hr.
Milenii: Mileniul al II-lea î.Hr. - Mileniul I î.Hr. - Mileniul I
Secole: Secolul al VII-lea î.Hr. - Secolul al VI-lea î.Hr. - Secolul al V-lea î.Hr.
Decenii: Anii 600î.Hr. Anii 590.Hr. Anii 580.Hr. Anii 570 î.Hr. Anii 560 î.Hr. - Anii 550 î.Hr. - Anii 540 î.Hr. Anii 530 î.Hr. Anii 520 î.Hr. Anii 510 î.Hr. Anii 500 î.Hr.
Ani: 510 î.Hr. 519 î.Hr. 518 î.Hr. 517 î.Hr. 516 î.Hr. - 515 î.Hr. - 514 î.Hr. 513 î.Hr. 512 î.Hr. 511 î.Hr. 510 î.Hr.